# Calophyllum touranense
Calophyllum touranense är en tvåhjärtbladig växtart som beskrevs av François Gagnepain och P.F. Stevens. Calophyllum touranense ingår i släktet Calophyllum och familjen Calophyllaceae. Inga underarter finns listade i Catalogue of Life.